# 茄子溪站 (地铁)
茄子溪站是位于中华人民共和国重庆市大渡口区的重庆轨道交通18号线车站，车站编号18/14，2023年12月28日随18号线一期建成启用。